# オルガ・フィコトワ

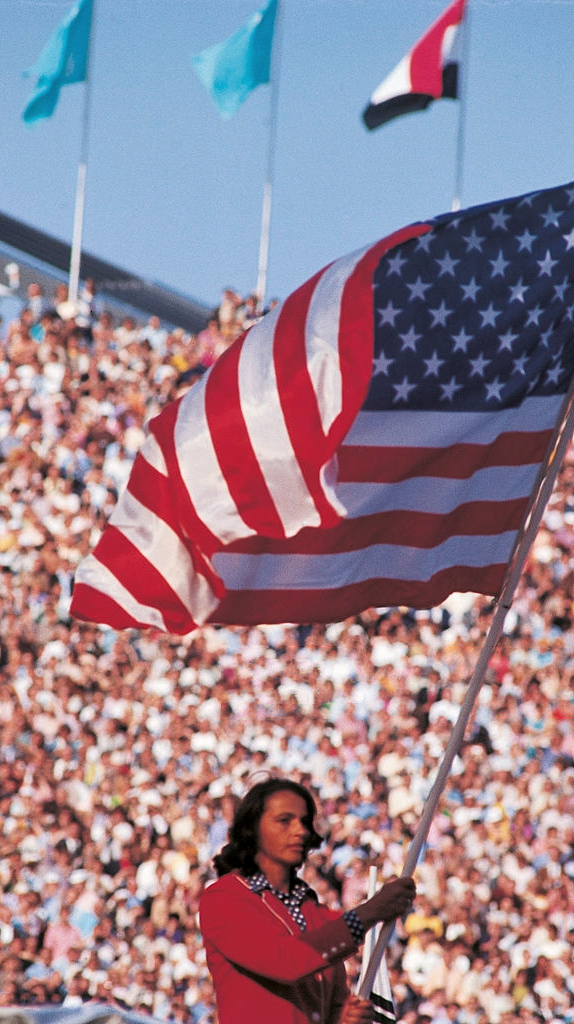
1972年ミュンヘンオリンピックでアメリカ選手団の旗手を務めたフィコトワ

オルガ・フィコトワ（Olga Fikotová、1932年11月13日 - 2024年4月12日）は、チェコスロバキア出身の陸上競技選手。1956年メルボルンオリンピックの金メダリストである。

## 経歴
フィコトワは、チェコスロバキアのプラハ出身で、円盤投の選手として2度チェコスロバキアのチャンピオンに輝いている。1956年のメルボルンオリンピックが最初のオリンピック出場となったが、この大会で53m69のオリンピック新記録で金メダルを獲得した。
フィコトワは、メルボルンで出会ったハンマー投のアメリカ代表として金メダルを獲得したハロルド・コノリーと1957年10月に結婚する。アメリカに移住した後通算5度全米チャンピオンに輝いている。
1960年ローマオリンピックからはアメリカ代表として1972年ミュンヘンオリンピックまで4大会連続（チェコスロバキア代表として出場したものも含めると5大会連続）オリンピック出場を果たしたがメダルに手が届くことはなかった。なお、ミュンヘン大会の開会式ではアメリカ選手団の旗手の大役を果たしている。
コノリーとの間に4人の子供をもうけたが、ミュンヘンオリンピックの後離婚。現在はカリフォルニア州ニューポートビーチで暮らしている。
2024年4月12日に死去。91歳没。

## 自己ベスト
- 円盤投 - 57m60 (1972年)

## 主な実績
| 年   | 大会         | 場所                       | 種目   | 結果 | 記録  |
| ---- | ------------ | -------------------------- | ------ | ---- | ----- |
| 1956 | オリンピック | メルボルン(オーストラリア) | 円盤投 | 1位  | 53m69 |
| 1960 | オリンピック | ローマ(イタリア)           | 円盤投 | 7位  | 50m95 |
| 1964 | オリンピック | 東京(日本)                 | 円盤投 | 12位 | 51m58 |
| 1968 | オリンピック | メキシコシティ(メキシコ)   | 円盤投 | 6位  | 52m96 |
| 1972 | オリンピック | ミュンヘン(西ドイツ)       | 円盤投 | 16位 | 51m58 |